# Eastward
Eastward est un jeu vidéo d'action-aventure avec des éléments de rôle,, développé par la société Pixpil et édité par Chucklefish, disponible sur Nintendo Switch, Windows et MacOS le 16 septembre 2021. 

## Trame

### Histoire
Le jeu prend place dans un monde à l’agonie, régulièrement victime de vagues mortelles d’un poison dans l’air nommé MIASME. L’histoire de John et Sam prend place sur l’île Cocotte, une ville souterraine qui se veut coupée du reste du monde face à la menace du MIASME. Alors que la plupart des habitants craignent de monter un jour à la surface, manipulés par un maire esclavagiste, des événements poussent John et Sam à quitter leur foyer vers la surface. Ils débutent une aventure dans différentes sociétés pour trouver la vérité derrière les pouvoirs de Sam et le MIASME.

### Personnages
Le joueur peut alterner entre les deux personnages principaux : John et Sam. 
John est un vieux mineur muet qui habite depuis quarante années dans une roulotte dans une ville souterraine sans connaissance du monde extérieur. Il se retrouve par hasard à adopter Sam, une petite fille qui a la personnalité inverse de John. Elle est bavarde, curieuse, pleine de vie et profondément naïve. Au cours de l’histoire, elle développe des pouvoirs mystérieux,,,.
D’autres personnages sont rencontrés dans l’aventure comme Alva, une ancienne princesse qui créée des inventions pour aider les habitants du monde d’Eastward. L’antagoniste Solomon est aussi rencontré dans l’aventure. Au début, il semble être uniquement un enfant habillé en punk avec la rumeur d’être un « Destroyer », un des premiers à apporter la mort à l’humanité, et sa menace se fera de plus en plus présente au cours du jeu.

## Système de jeu
Eastward est un jeu en deux dimensions et le contrôle des personnages se fait par une vue du dessus. L’interface est divisée entre l’environnement et une barre indiquant la santé du personnage.
Le système de jeu se repose sur la complémentarité entre John et Sam. Le joueur peut alterner entre les deux personnages pour résoudre les énigmes et tuer les ennemis. 
Un autre système du jeu est la cuisine pour améliorer temporairement ou rendre de la vie au joueur. 
Enfin, des éléments de RPG sont présents comme des améliorations des personnages auprès de marchands disséminés dans le monde.

## Développement
Eastward est en développement pendant six ans. Le développeur et cofondateur de Pixpil Tommo Zou rapporte que la conception du jeu s’est créée à partir de dessins, créé par un artiste du studio, de monstres dans un univers inspiré de la citadelle de Kowloon. Il indique que le choix de la 2D est justifié par la nostalgie des anciens jeux tout en le modernisant en créant de la perspective dans les décors pour simuler de la 3D. Enfin, il explique qu’à travers le scénario du jeu, il voulait donner une vision plus optimiste de la crise environnementale actuelle en transmettant le sentiment d’espoir et que tout n’est pas perdu même devant les personnes qui disent le contraire.  
Un contenu téléchargeable additionnel nommé Octopia est sorti le 31 janvier 2024. Dans cette nouvelle aventure, Sam et John vivent une vie paisible à la campagne où ils tentent de remettre à neuf une vieille ferme. Le joueur doit cultiver des légumes, élever des animaux et construire pour améliorer sa propriété.
Les musiques sont composées par Joel Corelitz (en).

## Accueil
Le jeu reçoit un accueil favorable de la presse spécialisée. Le site Metacritic, qui effectue des moyennes à partir de nombreuses publications, lui attribue la note de 82 %. 
Maxence Jacquier de Jeuxvideo.fr ou Filipe Da Silva Barbosa de Gameblog attribuent à Eastward de nombreuses qualités comme des personnages drôles et attachants et une réalisation impressionnante tout en regrettant de trop nombreux aller-retour,.
Eastward est nommé à la session 2022 des British Academy Games Awards dans la catégorie « Best Debut Game » qui récompense le meilleur jeu parmi les nouveaux studios ; cependant, un autre jeu sera sélectionné pour la récompense.